# Diprotodon
Дипротодон, або «дворізець» (Diprotodon) — рід великих ссавців фауни Австралії з підкласу сумчасті, представляє підряд Вомбатоподібні, один з 8-ми родів родини Diprotodontidae.

## Систематика

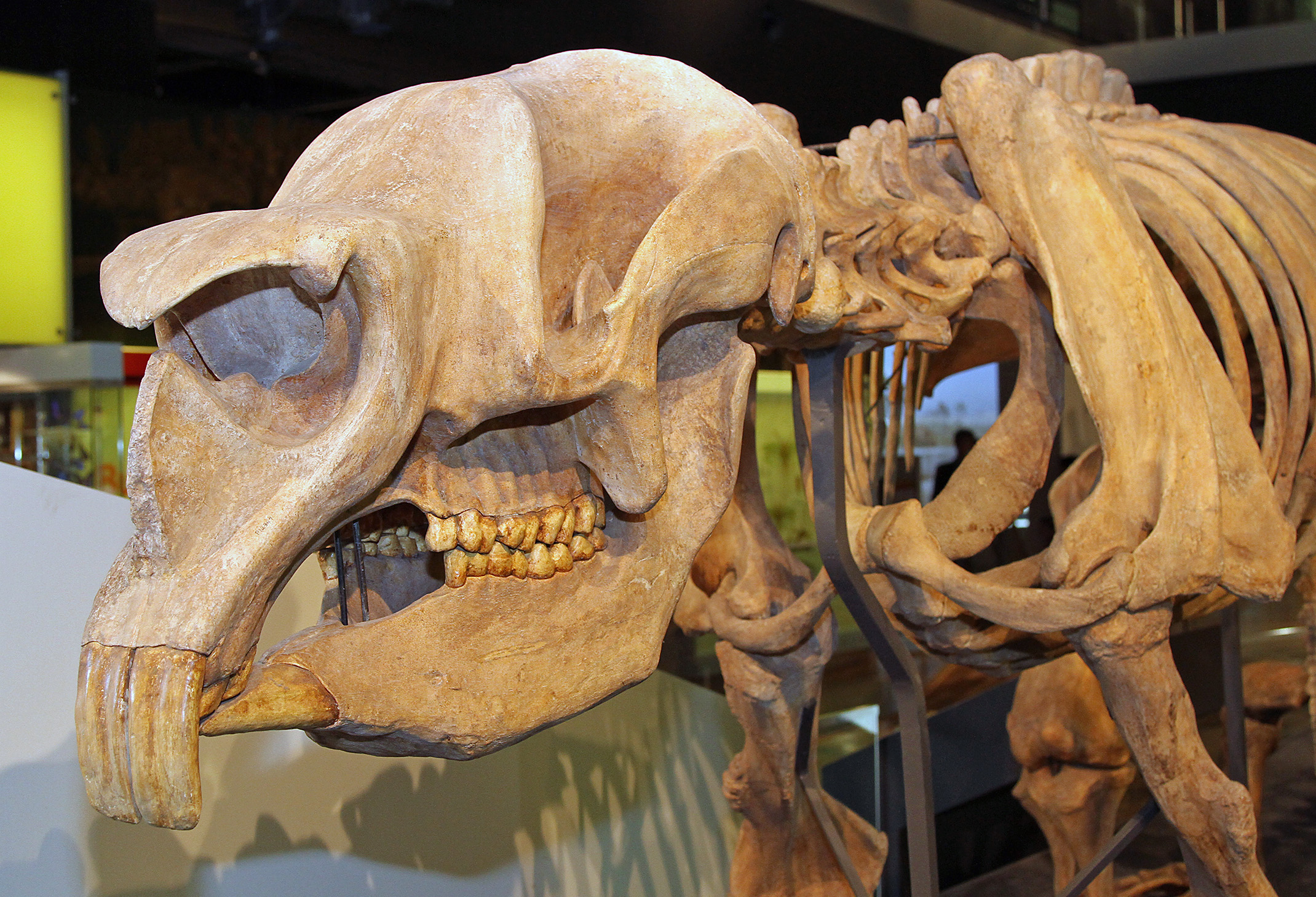
Череп дипротодона (Diprotodon). Добре видно великі передні зуби, з якими пов'язана назва роду

Від назви роду Diprotodon походить назва ряду Diprotodontia (=Phalangeriformes) та родини Diprotodontidae («дворізцеві»). Типовий вид роду — Diprotodon optatum. Назва роду пов'язана з наявністю (як і у всіх представників ряду) двох спрямованих вперед різців у нижній щелепі.
Було описано 8 видів дипротодона (Diprotodon optatum Owen, 1838; Diprotodon australis Owen, 1844; D. annextans McCoy, 1861; D. minor Huxley, 1862; D. longiceps McCoy 1865; D. loderi Krefft, 1873; D. bennettii Krefft, 1873 (nec D. bennettii Owen, 1877) та D. bennettii Owen, 1877. Подальші дослідження, у тому числі й аналіз можливого статевого диморфізму та вікової мінливості дозволив говорити, що всі ці «види» є варіантами мінливості одного виду — D. optatum.

## Час існування і поширення

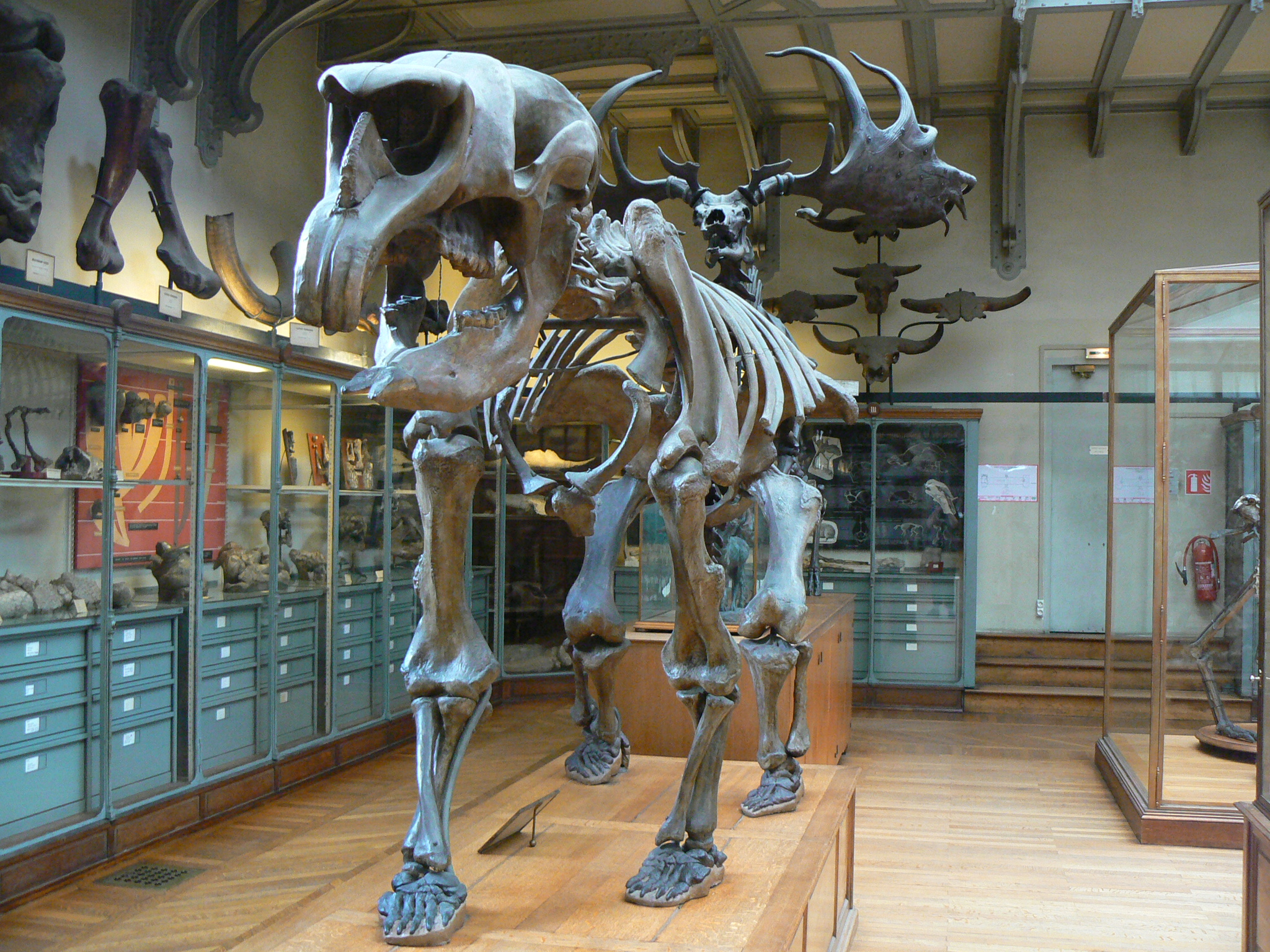
Реконструйований скелет дипротодона південного, Diprotodon australis

Перші зареєстровані останки Diprotodon були виявлені в печері поблизу Веллінгтона (англ. Wellington) в Новому Південному Уельсі на початку 1830-х років майором Томасом Мітчеллом, який надав їх для вивчення серу Річарду Оуену. Diprotodon відомий за докладним описом виду Diprotodon optatum, що описаний із плейстоцену Австралії. Це був найбільший із відомих сумчастих останній із вимерлих представників травоїдних ссавців з ряду дипротодонтоподібних. Diprotodon був першим описаним викопним ссавцем з Австралії (Owen 1838) і один з найвідоміших представників австралійської мегафауни. Дипротодон був широко поширеним по всій Австралії ще у часи, коли цьому континенті сформувалися перші корінні народи, які співіснували з ним протягом тисяч років, до вимирання дипротодонтів близько 25 тис. років тому.
Існує низка доказів, що вид зник внаслідок винищення його плейстоценовими «сумчастими левами», Thylacoleo carnifex.

## Морфологія

Diprotodon у порівнянні з людиною

Загальна довжина тіла (разом із хвостом) дипротодонтів сягала 3,8 м, висота в плечах — 1,7 м. У верхній щелепі ці ссавці мали по три різці (як і більшість інших ссавців). Щічних зубів було по 4 в кожній щелепі (1 премоляр і три моляри), на них на кожному — по два поперечних гребені. Припускається, що для цих сумчастих був характерний статевий диморфізм у розмірах (самці більші).